# الروضة (الحيمة الخارجية)

تعديل مصدري - تعديل

الروضة هي إحدى قرى عزلة وهبي بمديرية الحيمة الخارجية التابعة لمحافظة صنعاء، بلغ تعداد سكانها 87 نسمة حسب تعداد اليمن لعام 2004.